# Sphyrocallus desertus
Sphyrocallus desertus är en skalbaggsart som beskrevs av Peter Geoffrey Allsopp 1989. Sphyrocallus desertus ingår i släktet Sphyrocallus och familjen Melolonthidae. Inga underarter finns listade i Catalogue of Life.